# Jesiotr ostronosy
Jesiotr ostronosy, jesiotr atlantycki (Acipenser oxyrinchus, czasem pisane oxyrhynchus) – gatunek wędrownej, anadromicznej ryby z rodziny jesiotrowatych (Acipenseridae). Jedyny jesiotr naturalnie występujący w Bałtyku.

## Podgatunki i historia ewolucyjna
Wyróżniono dwa podgatunki jesiotra ostronosego:
- Acipenser oxyrinchus oxyrinchus Mitchill, 1815 – zachodnia część Atlantyku wzdłuż wybrzeży Kanady i Stanów Zjednoczonych, Europa
- Acipenser oxyrinchus desotoi Vladykov, 1955 – Zatoka Meksykańska

Dawniej uważano, że w Bałtyku żył jesiotr zachodni (Acipenser sturio). W 1996 w Estonii złowiono wielkiego jesiotra i zbadano jego DNA. Okazało się, że jest bliżej spokrewniony z jesiotrem ostronosym ze wschodnich brzegów Ameryki Północnej niż z jesiotrem zachodnim. Również analizy genetyczne pradawnych populacji jesiotrów z Polski – jednej z III wieku p.n.e., a drugiej z IX–XIII wieku n.e. – potwierdziły ich bliskie pokrewieństwo z kanadyjskimi populacjami A. oxyrinchus. Jesiotr ostronosy skolonizował Bałtyk prawdopodobnie 4–5 tysięcy lat temu, a od co najmniej 2 tysięcy jest tam dominującym gatunkiem jesiotra. Niektóre okazy archeologiczne i muzealne mają allele typowe dla jesiotra zachodniego, co wskazuje, że między tymi gatunkami doszło do hybrydyzacji, prawdopodobnie jeszcze zanim jesiotry ostronose skolonizowały Bałtyk. Obecnie populacja bałtycka, określana nazwą jesiotr bałtycki, uznawana jest za wymarłą, choć próbuje się ją odtworzyć przy wykorzystaniu materiału biologicznego z St. John River. Populacje zasiedlające kanadyjskie rzeki St. John i St. Lawrence powstały przypuszczalnie, odpowiednio, 9000 i 7400 lat temu.

## Budowa
Ciało lekko spłaszczone grzbieto-brzusznie. Rostrum duże i silnie spłaszczone, u dorosłych osobników stanowi połowę długości głowy. Osiąga do 4 m i 350 kg masy ciała, przeciętnie 2,5 m i od 100 do 150 kg. Linia boczna jest wyraźnie widoczna.

## Odżywianie
Jego pokarm stanowi fauna denna, którą wygrzebuje z miękkiego podłoża ryjkowatym pyskiem. Głównie są to mięczaki, skorupiaki, larwy owadów, niekiedy drobne ryby (babki i dobijaki).

## Rozród
Jesiotr ostronosy do rozrodu potrzebuje chłodniejszej wody (13,3–17,8 °C, a jesiotr zachodni co najmniej 20 °C). Masa ciała dojrzałych wędrujących samców wynosi 30–45 kg, a samic 50–110 kg. Długość życia nawet 35 lat.